# توماس پروگر
توماس پروگر (انگلیسی: Thomas Prugger؛ زادهٔ ۲۳ اکتبر ۱۹۷۱) اسنوبردسوار اهل ایتالیا است.